# Peraeon
Als Peraeon, auch Peräon oder Pereion (von griech. peraios, jenseitig), wird der Thoraxabschnitt bei Krebstieren (Crustacea) bezeichnet, welcher die der Fortbewegung dienenden Schreitbeine (Peraeopoden) trägt. Dieser Abschnitt ist meist nicht mit dem davor liegenden Kopf verschmolzen und trägt auch keine Maxillen oder Maxillipeden.
Die Segmente des Peraeon werden als Peraeomeren (manchmal auch als Peraeoniten) und seine Extremitäten als Peraeopoden bezeichnet. Auch bei Decapoden wird häufig der Teil des Cephalothorax als Peraeon bezeichnet, der die fünf Laufbeinpaare beinhaltet. Bei anderen Arten können zwischen drei und sieben Beinpaare zum Peraeon gehören.